# Верхньосілезька агломерація
50°14′57″ пн. ш. 19°00′24″ сх. д. / 50.249056° пн. ш. 19.006611° сх. д.

Логотип GZM

Верхньосілезька агломерація (пол. Górnośląsko-Zagłębiowska Metropolia, скорочено GZM) — найбільша агломерація Польщі, що складається з 14 сусідніх міст у Сілезькому воєводстві. Центром є місто Катовиці.
Чисельність населення становить 2,2 млн осіб (2019), разом з оточуючими містами — 2,8 млн (Верхньосілезький промисловий район), а включно з населенням Верхньосілезького вугільного басейну — 3.5 млн На агломерацію припадає 8% Валового внутрішнього продукту Польщі.
У 2006 та 2007 роках планувалось об'єднати ці міста в єдине офіційне міське об'єднання «Сілезія».
Мета об'єднання — створення сильного центру з об'єднаним фондом ресурсів та конкурентноздатного управління загальною інфраструктурою на міжнародному рівні.

## Географія

### Розташування
Агломерація міст Верхньої Сілезії розташована в історичних регіонах Верхній Сілезії та Заглемб'ї Домбровському, що входять до складу Сілезького воєводства.

### Клімат
Клімат агломерації — континентальний вологий. Середня річна температура становить 8° С (середня величина -1,7°C в січні та 17,7°C в липні). Середня річна кількість опадів — 750 мм, найбільш дощовим місяцем є липень.

### Головні міста

Мапа агломерації міст Верхньої Сілезії

Агломерація міст Верхньої Сілезії створена за місцевою ініціативою. Спочатку до об'єднання мало бути 17 міст, але через норми польського законодавства, є лише 14 міст.
| Міста                | Населення | Площа в км² |
| -------------------- | --------- | ----------- |
| Катовиці             | 314 500   | 164.6       |
| Сосновець            | 223 284   | 91.26       |
| Гливиці              | 199 086   | 134.2       |
| Битом                | 188 234   | 69.32       |
| Забже                | 190 400   | 80.47       |
| Руда Шльонська       | 145 470   | 77.7        |
| Тихи                 | 132 700   | 82.63       |
| Домброва Гурнича     | 129 560   | 188         |
| Хожув                | 114 686   | 33.5        |
| Явожно               | 96 000    | 152.2       |
| Мисловиці            | 78 300    | 66          |
| Семяновиці-Шльонські | 75 700    | 25.5        |
| Пекари Шльонські     | 64 600    | 39.6        |
| Свентохловиці        | 55 527    | 13.22       |
| Загалом              | 2 062 200 | 1 218.3     |

Кордони між містами протягом десятиліть були значною мірою штучні, у багатьох випадках абсурдні. Наприклад, один бік вулиці належав до одного міста, а інший до іншого.

### Агломерація
Агломерація міст Верхньої Сілезії — найбільша в Польщі та одна з найбільших у Євросоюзі (3,5 млн осіб). Економічний підйом області відбувся у XIX та на початку XX століть завдяки розвитку промисловості та видобутку копалин. Верхньосілезький промисловий район складається з 25 сусідніх міст, а Верхньосілезький вугільний басейн має понад 30 міст. Катовиці також входять до 7-мільйонної міської агломерації, що тягнеться від Кракова через Катовиці до Острави.

## Економіка

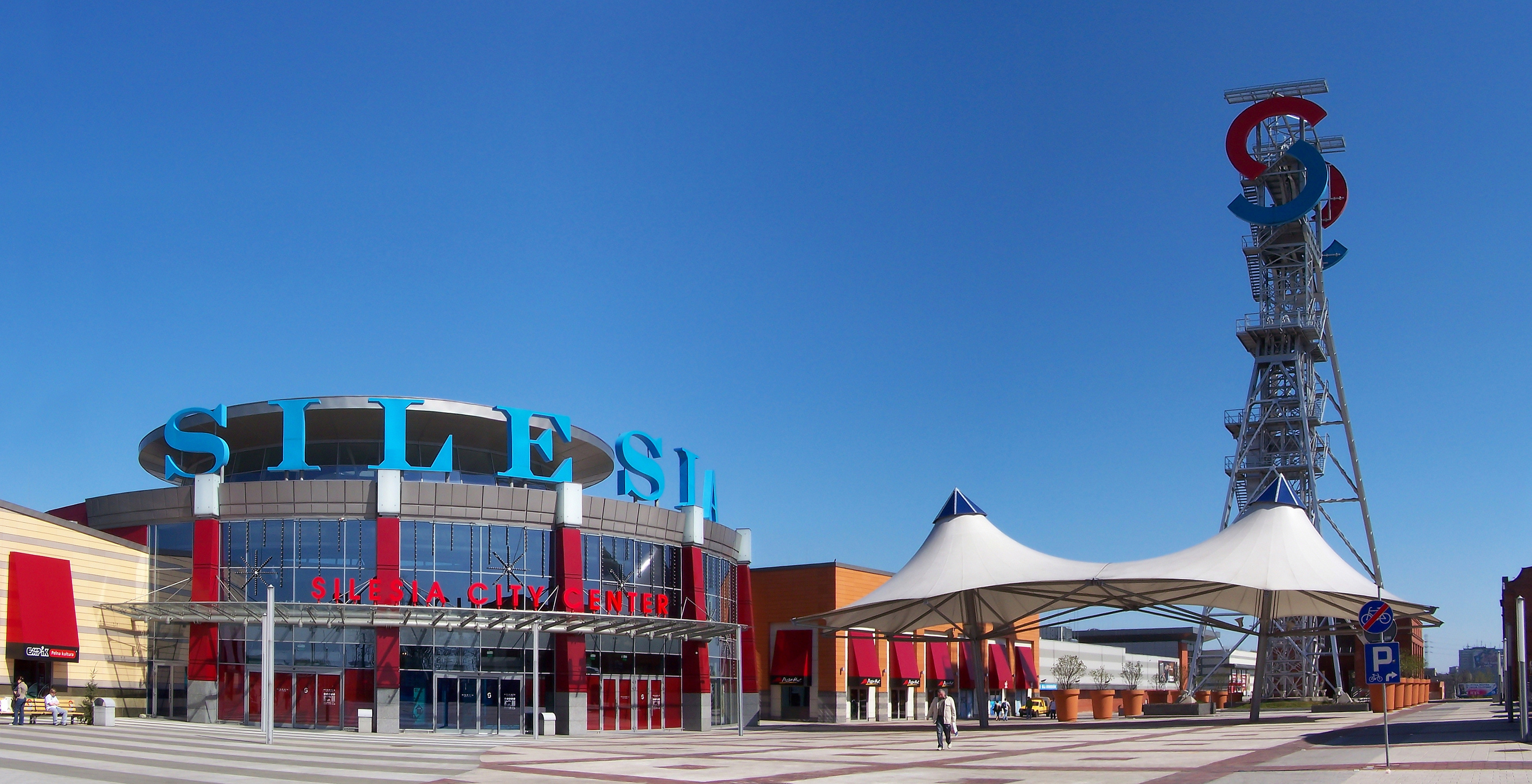
Сілезький міський центр — великий торговельний центр у Катовицях, на базі старої вугільної шахти «Gottwald»

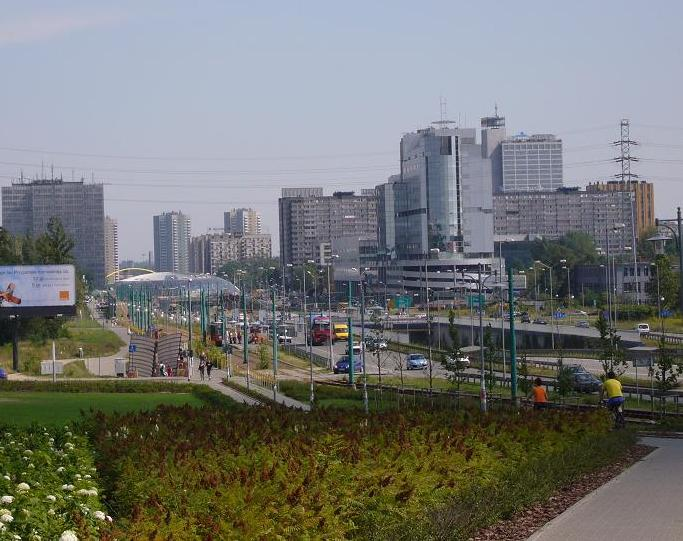
Катовицький бізнесцентр (Katowickie Centrum Biznesowe)

Агломерація є центром важкої промисловості, а саме виробництва вугілля, сталі, енергії, машин та хімії. Останні 20 років все більше значення у регіоні має галузь обслуговування.

## Транспорт

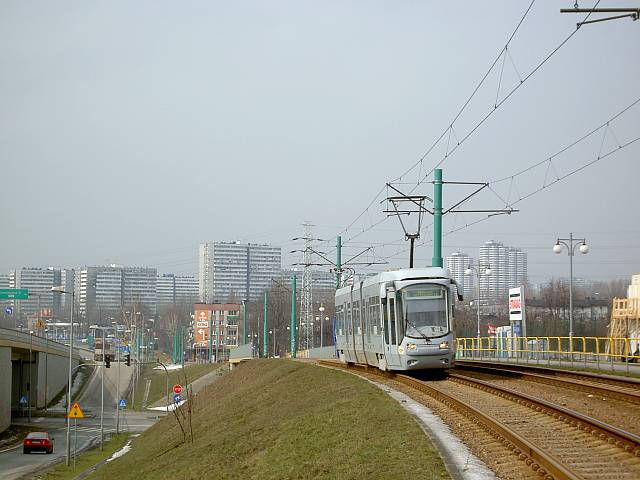
Трамвай в агломерації міст Верхньої Сілезії

В агломерації діють 4 види транспорту — автобуси, трамваї, тролейбуси та електропоїзди, об'єднані у KZK GOP. Крім того, перевезенням займаються приватні акціонерні компанії і державні залізниці.

### Трамвайне сполучення
Трамвайне сполучення Верхньої Сілезії — одна з найбільших трамвайних мереж у світі, заснована в 1894 році. Мережа має протяжність понад 50 кілометрів і покриває 13 районів: Катовиці, Бендзін, Битом, Хожув, Челядзь, Домброва Гурнича, Гливиці, Мисловиці, Руда Шльонська, Семяновиці Шльонські, Сосновець, Свентохловиці та Забже.

## Галерея

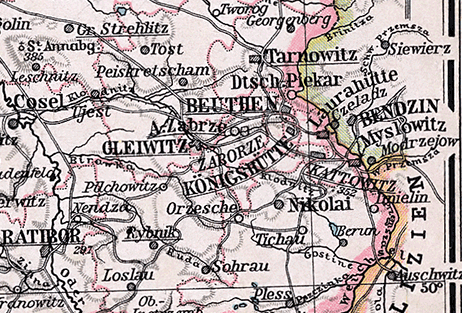
Катовицький регіон в 1905
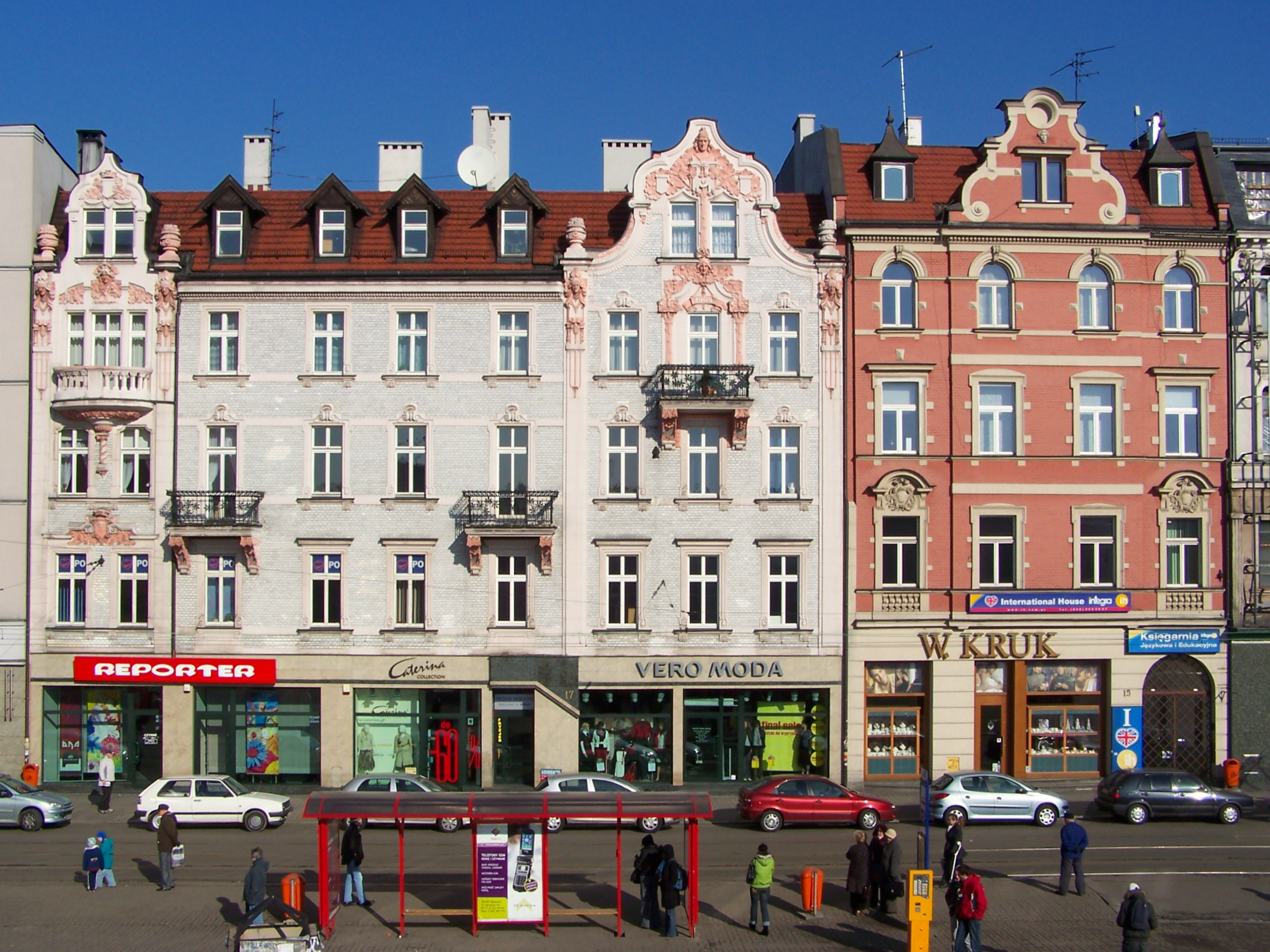
Катовиці
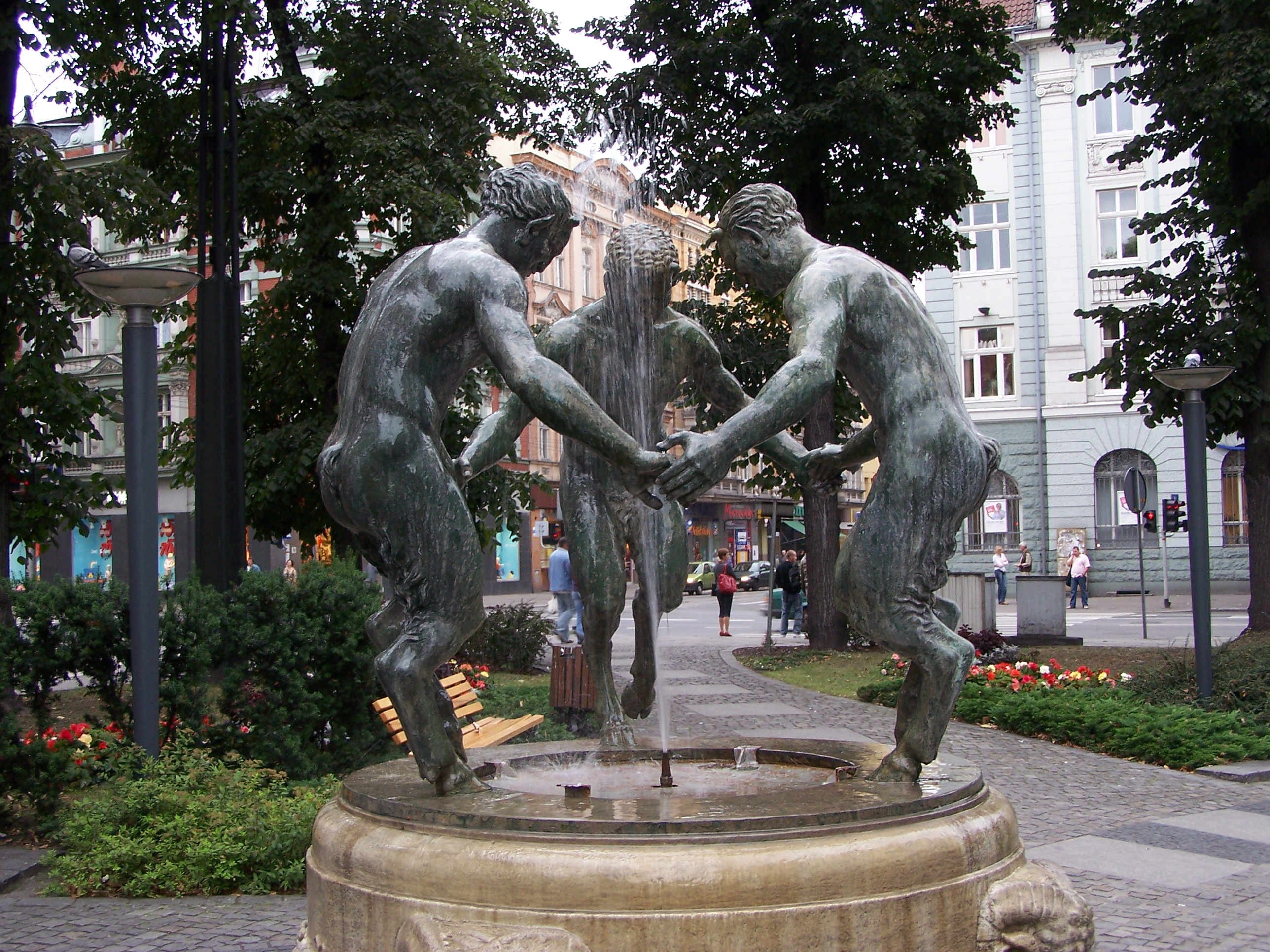
Гливиці
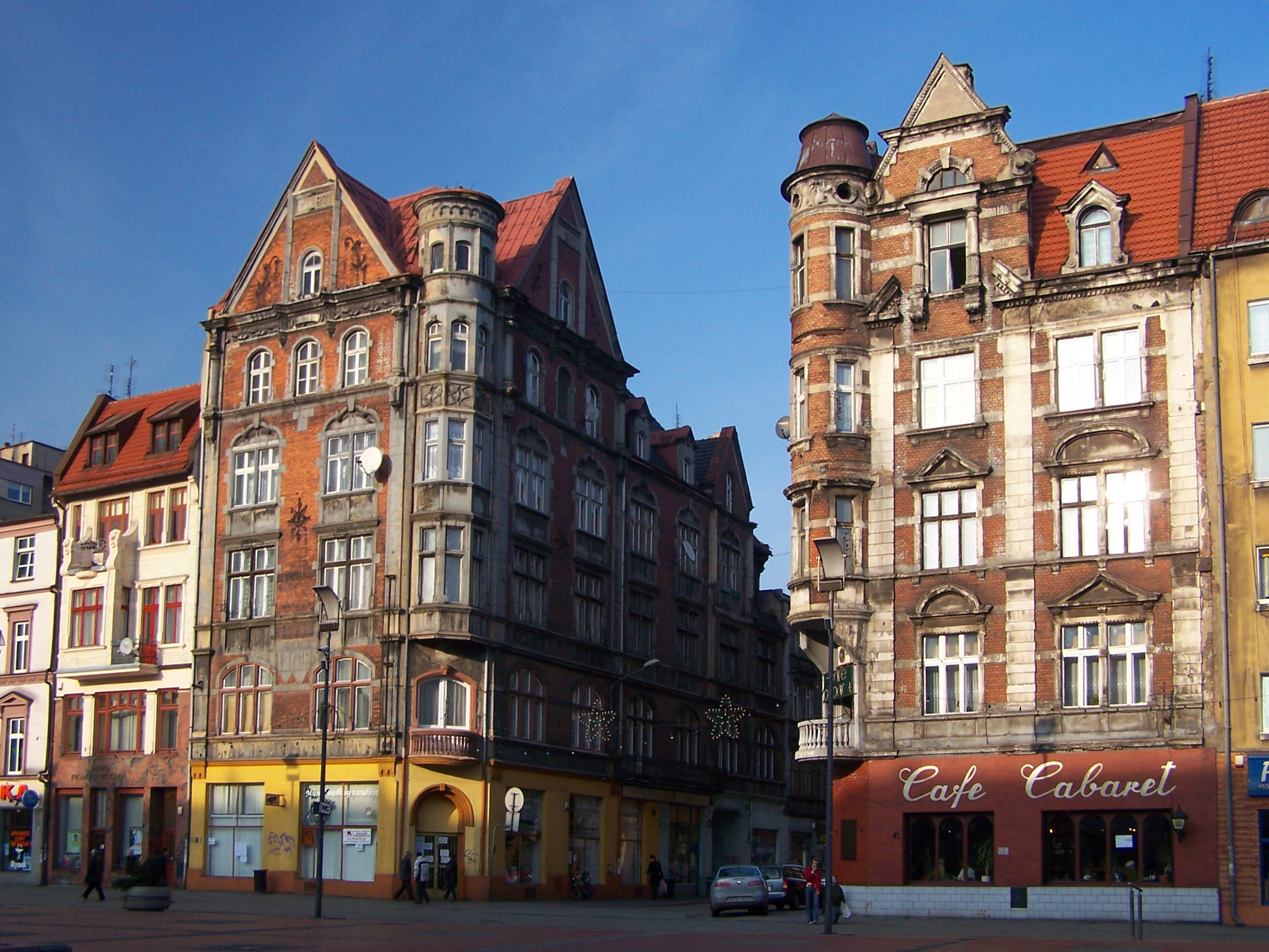
Битом
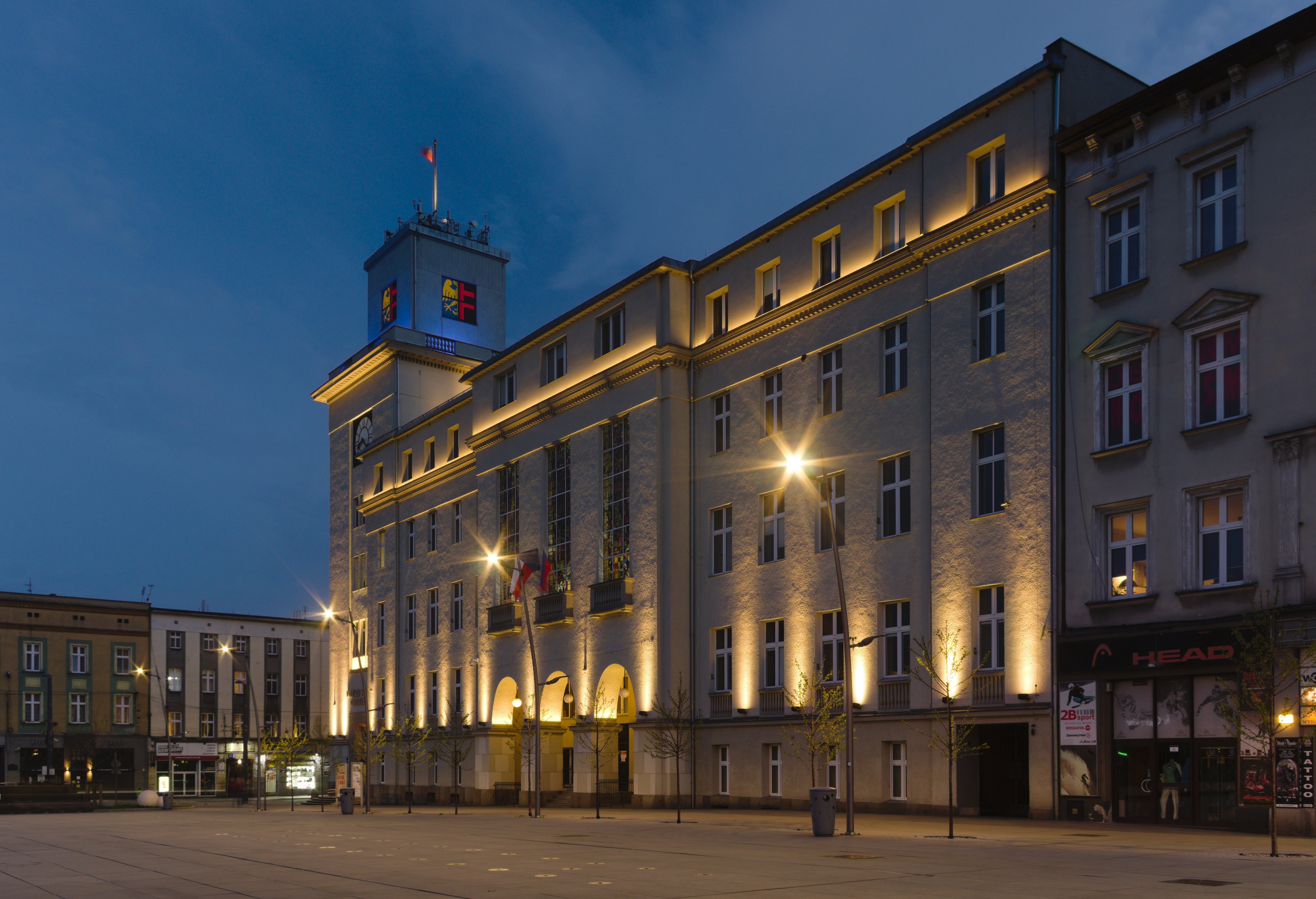
Хожув
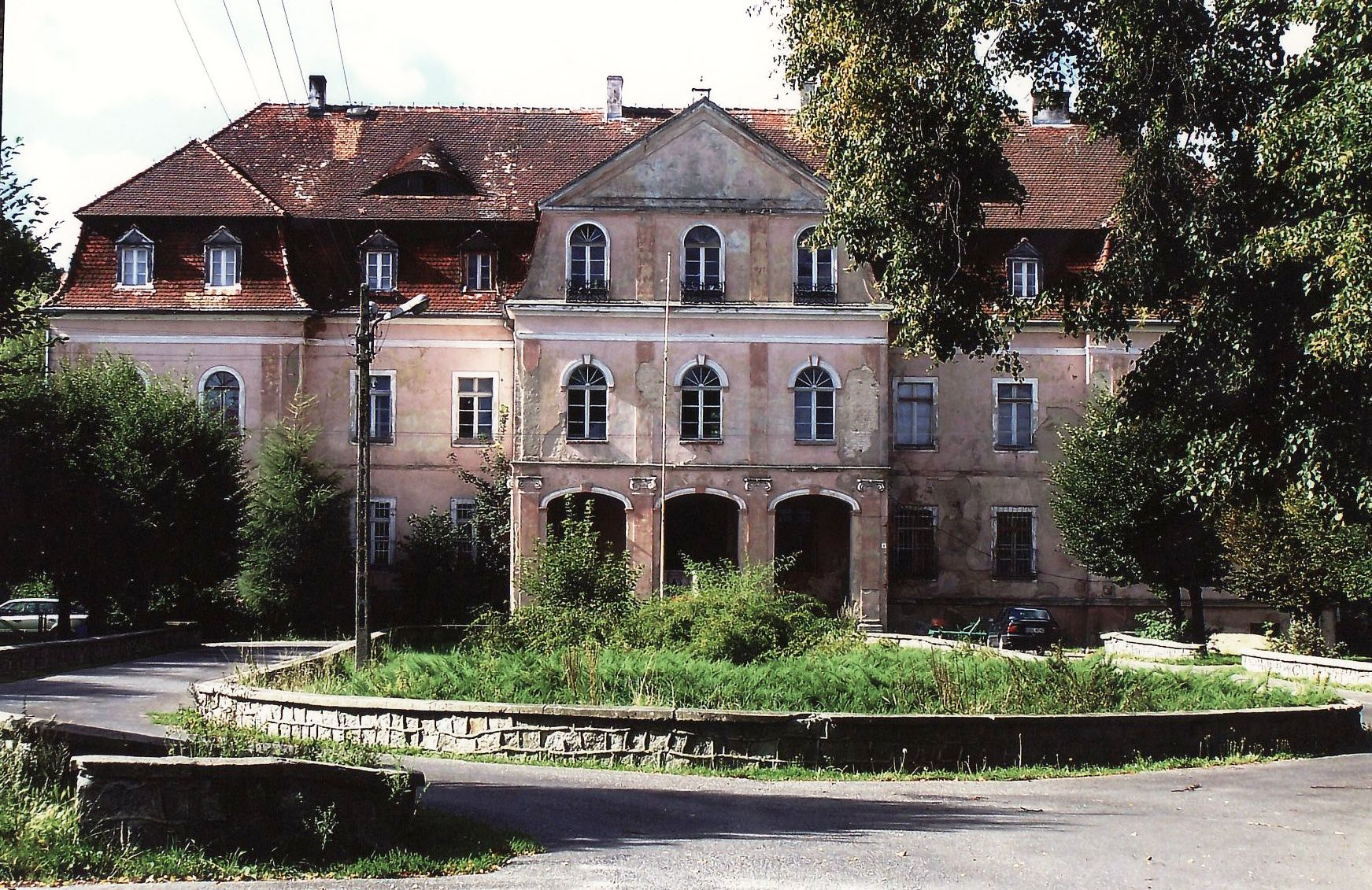
Домброва-Гурнича
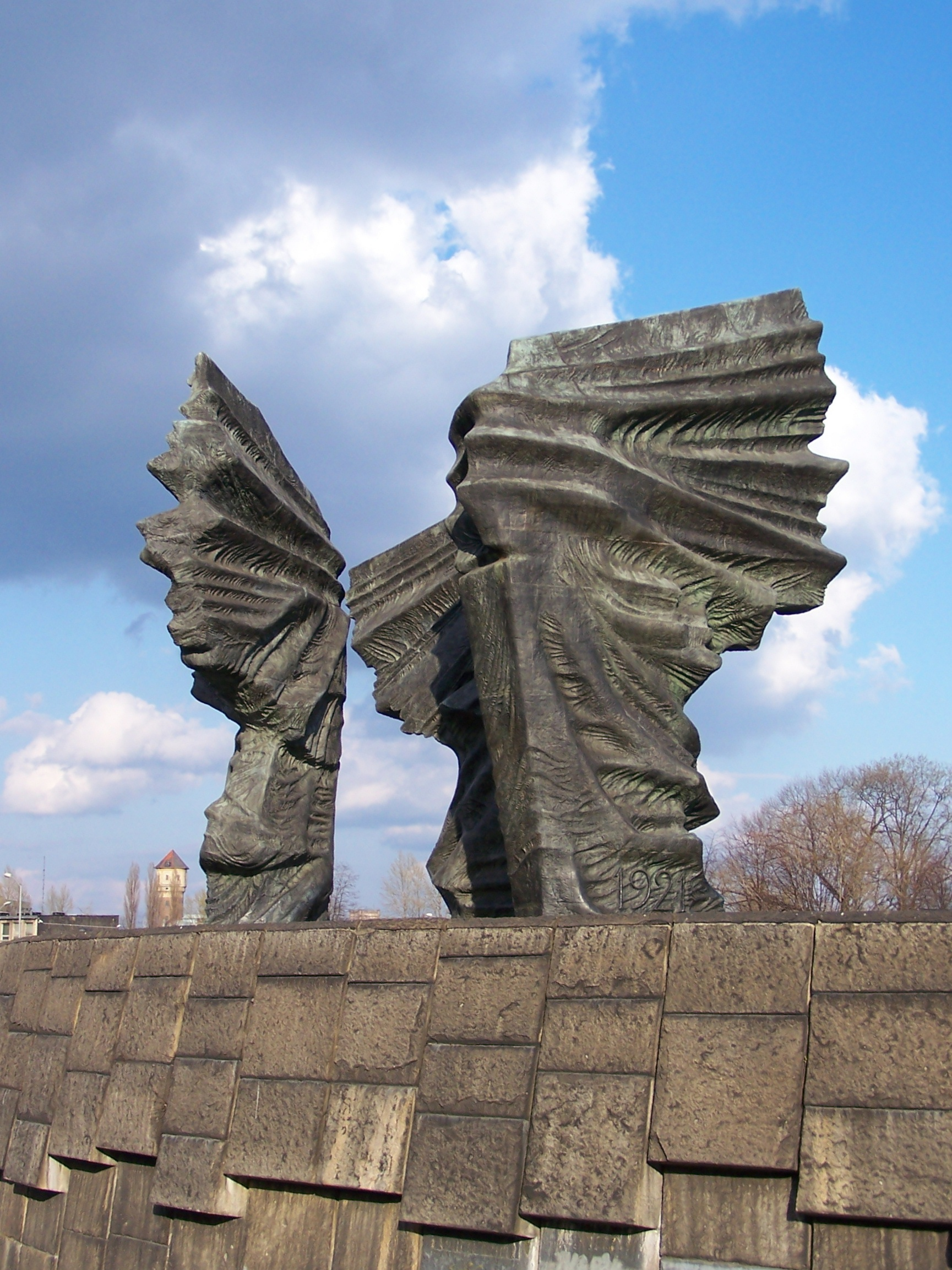
Сілезький Монумент
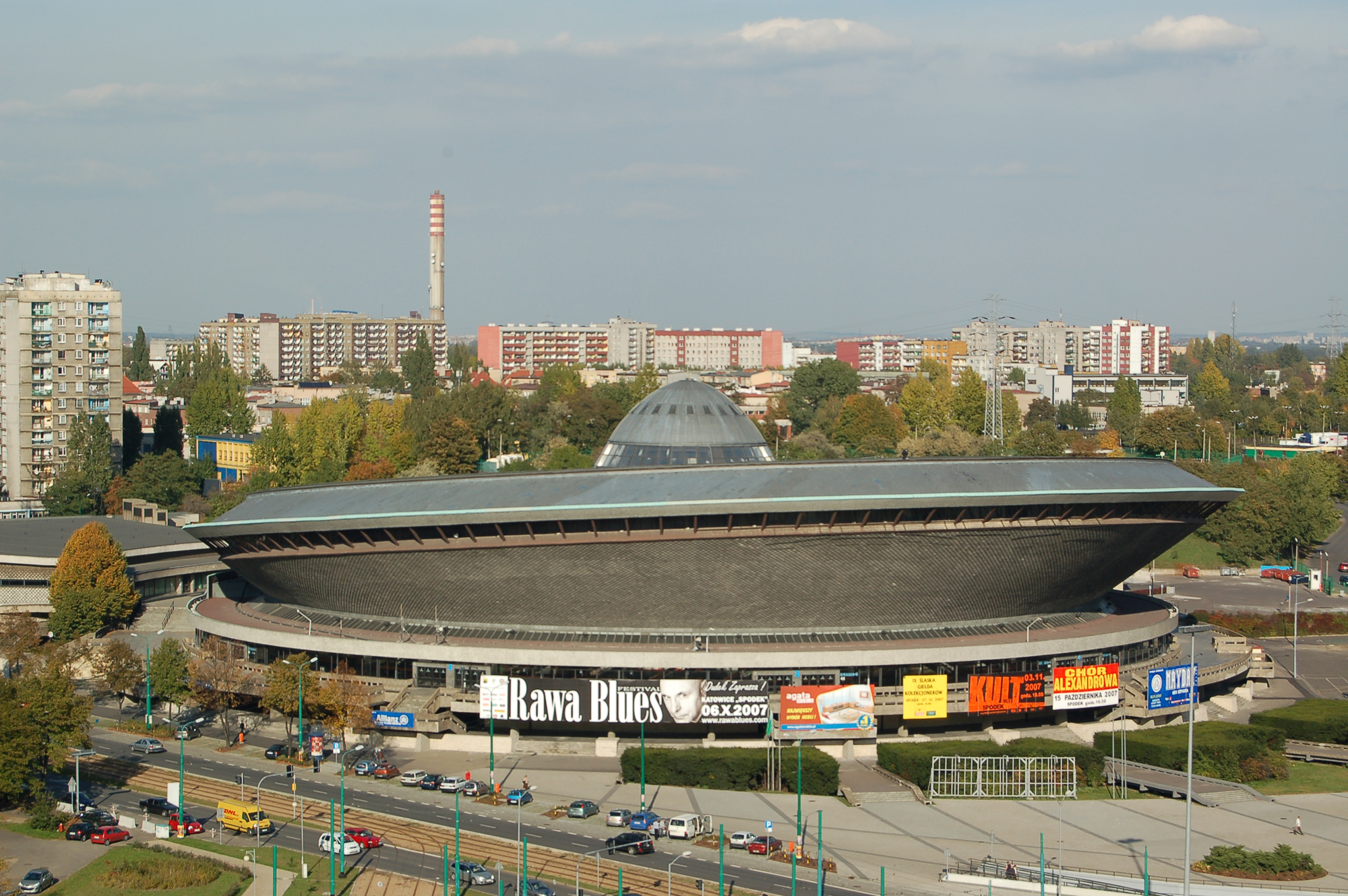
Сподек
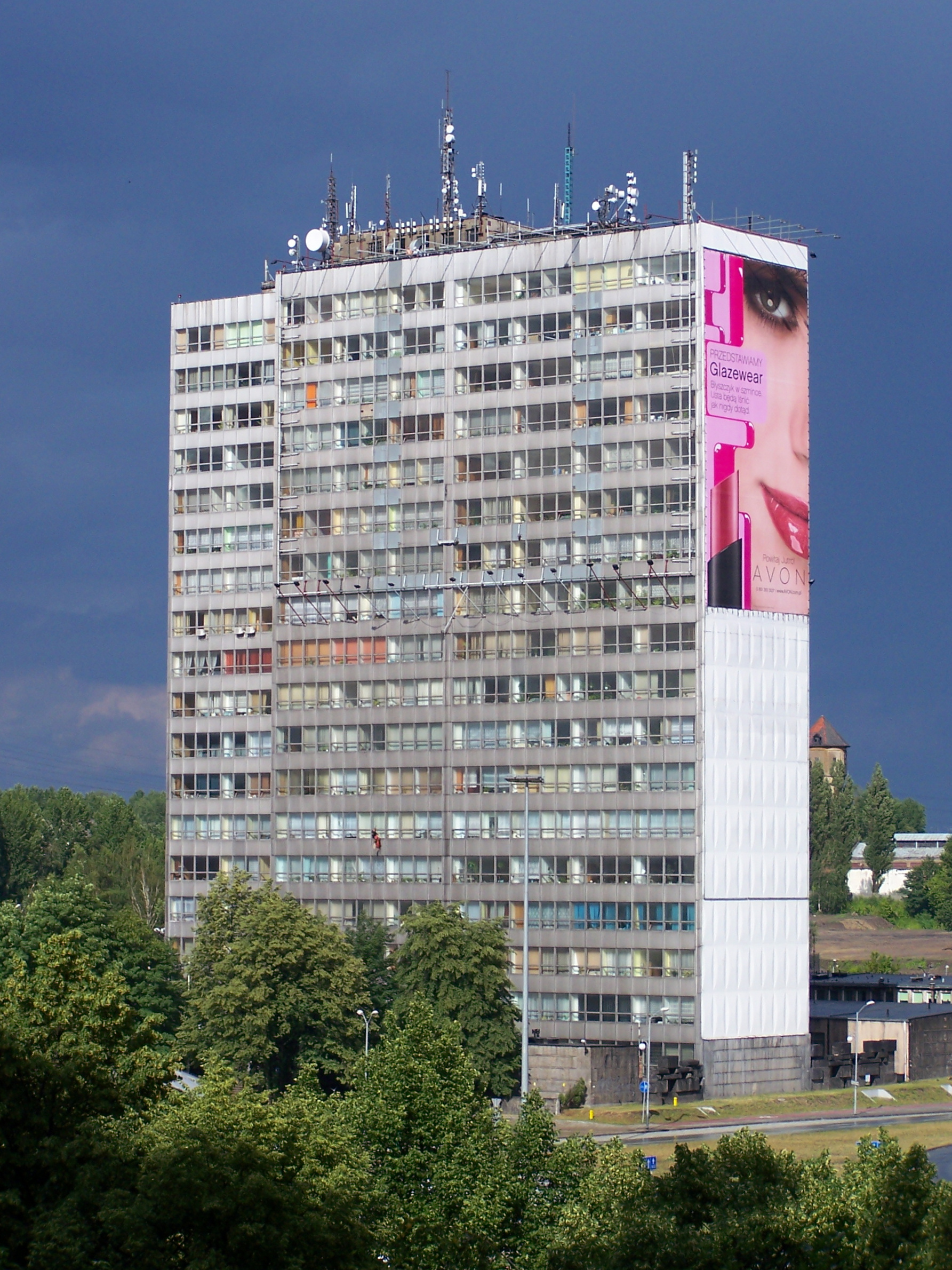
ДОКП
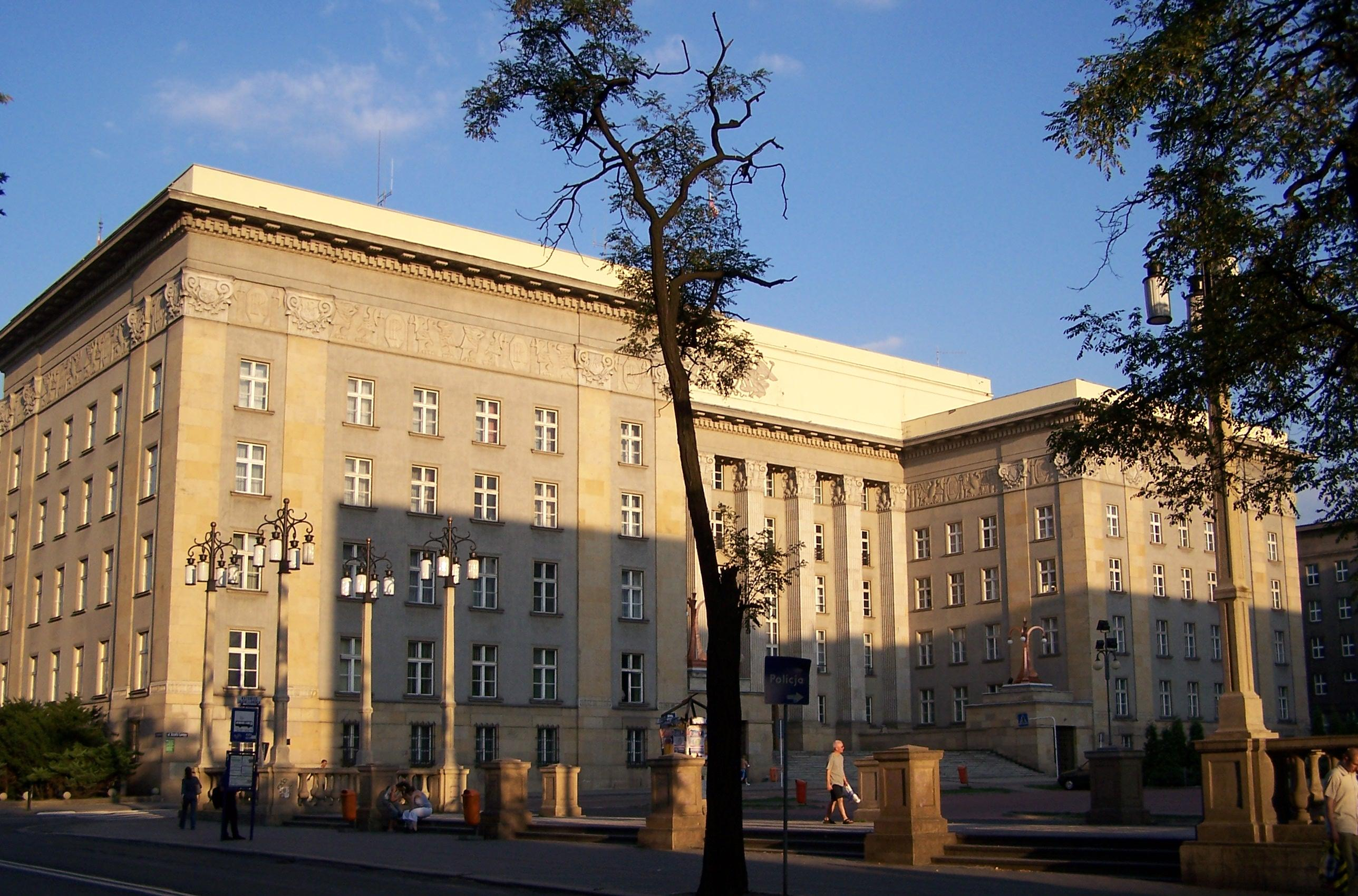
Сілезький Парламент
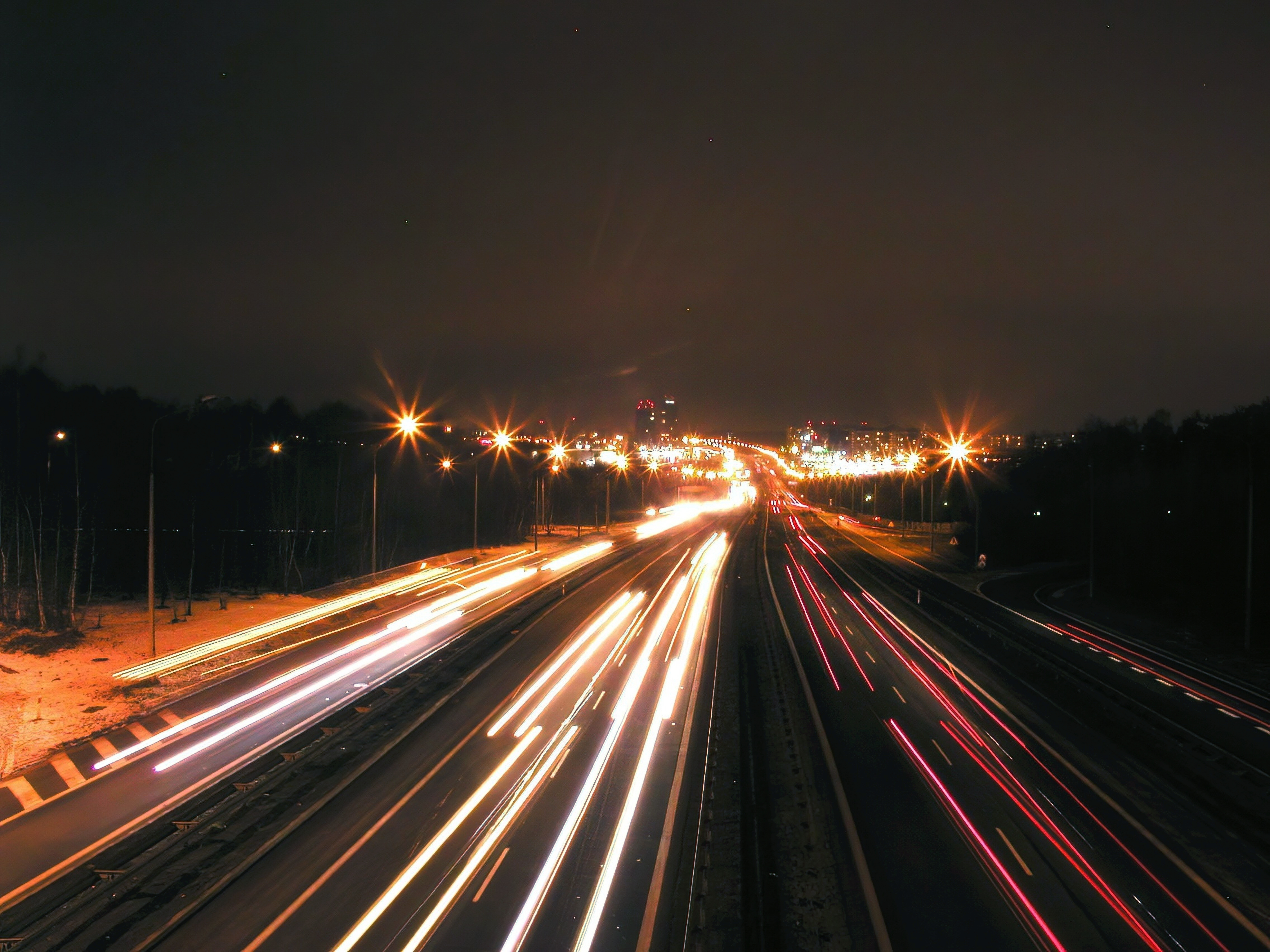
Автострада A4
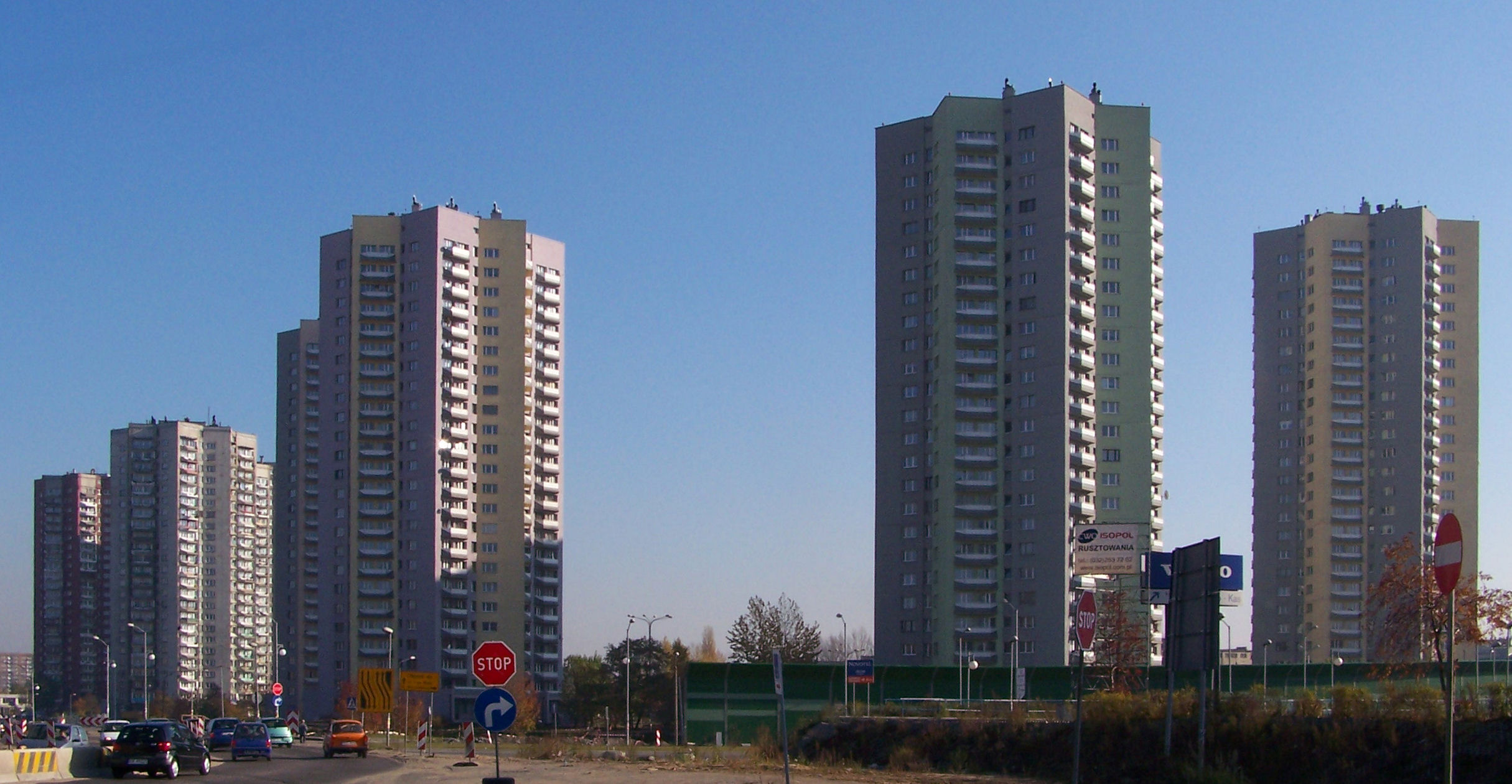
«Старс» хмарочос
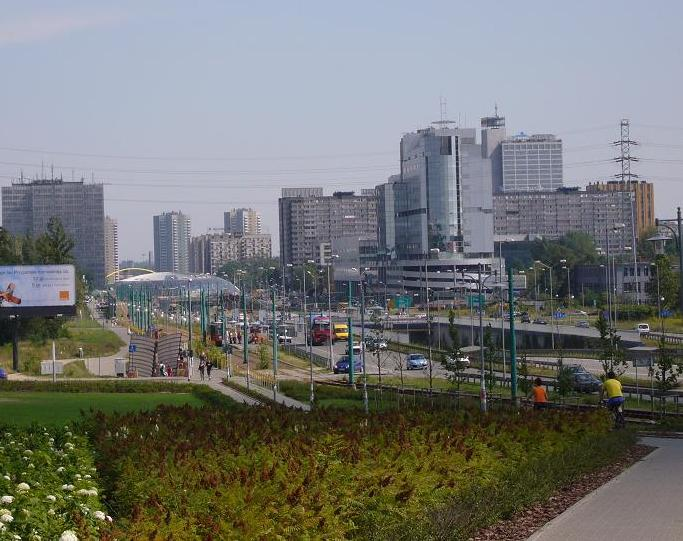
Вулиця Хожувська
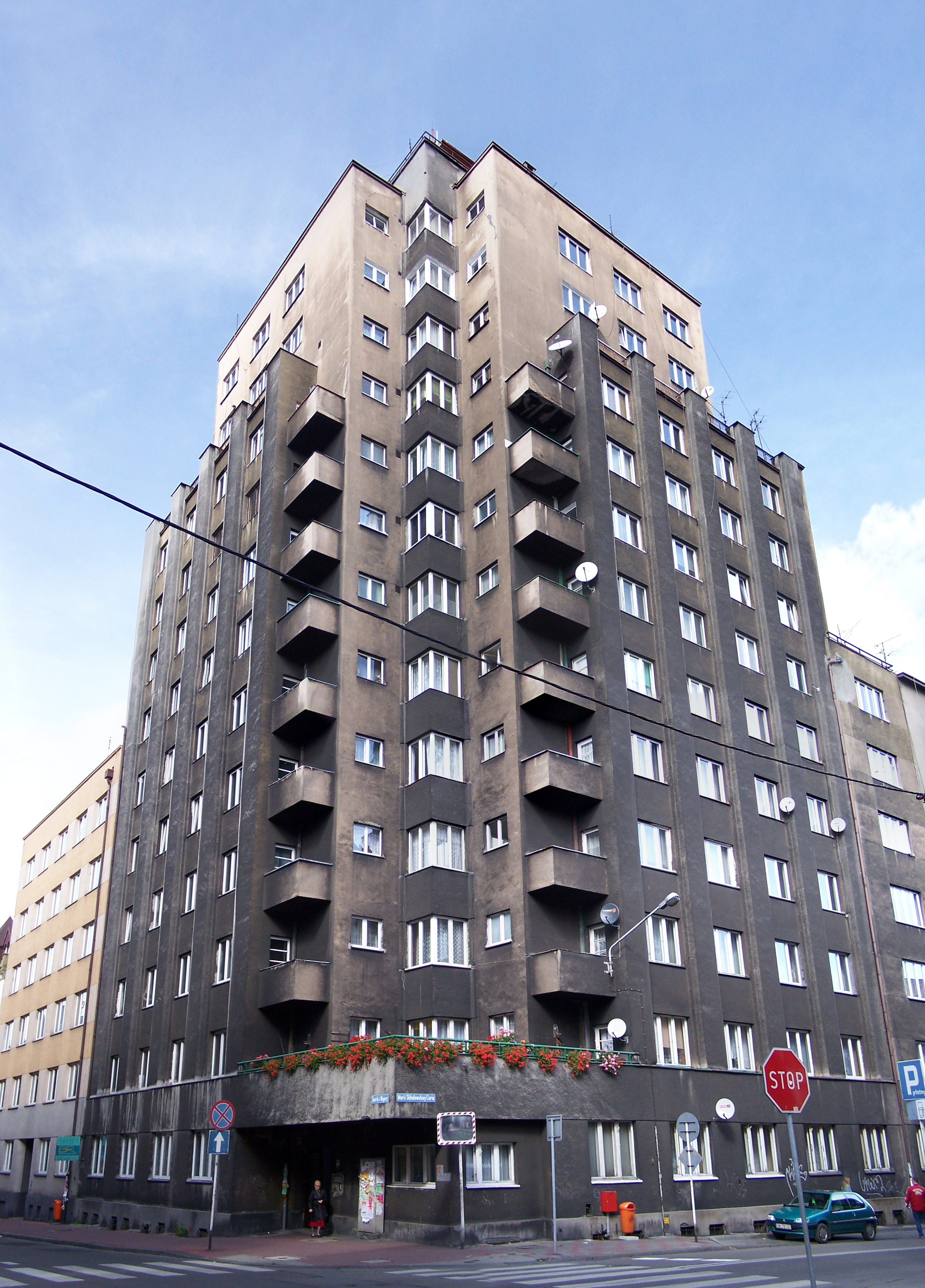
«Драпаш Хмар» — історичний хмарочос
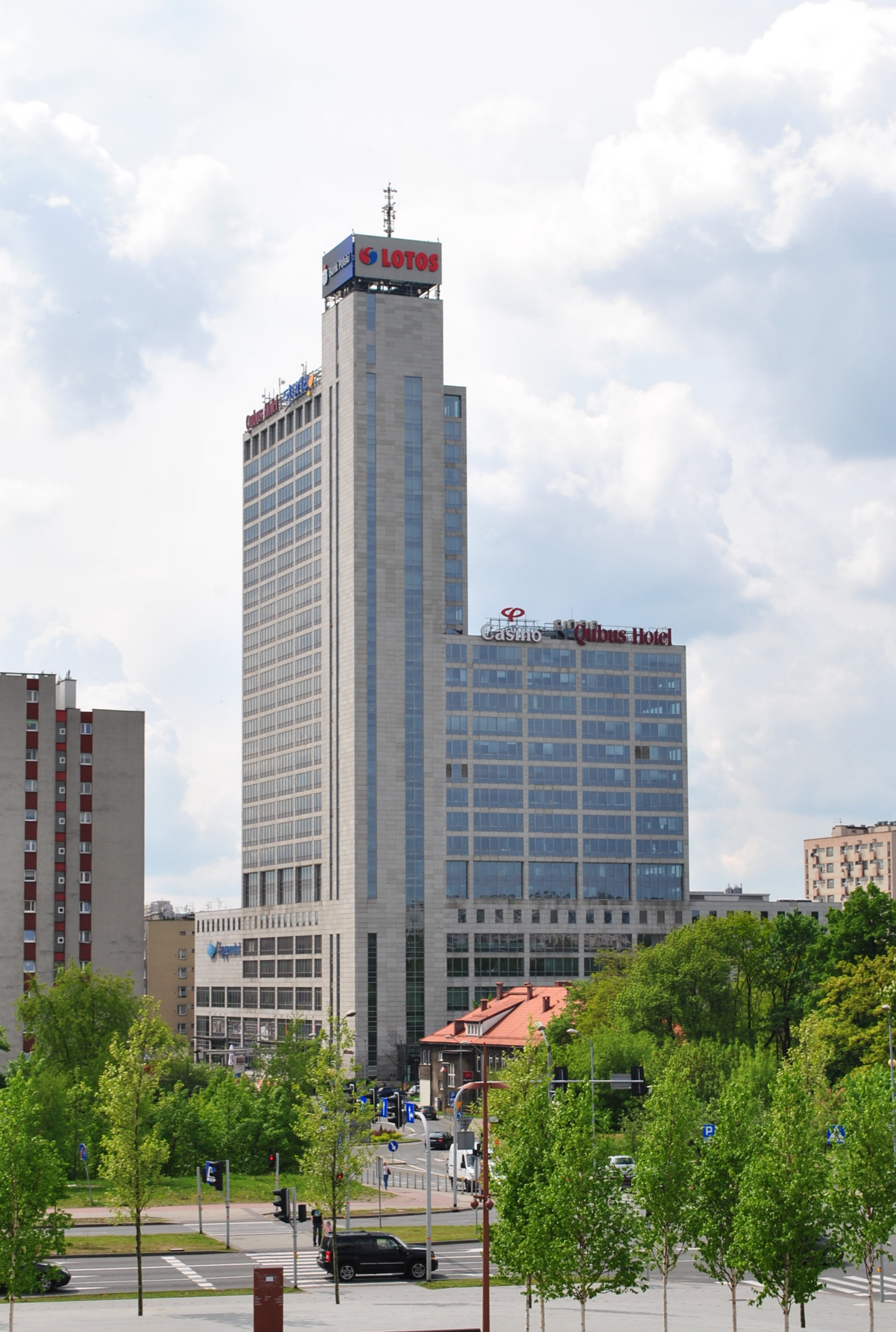
Алтус

## Дивись також
- Тримісто